# Orędzie

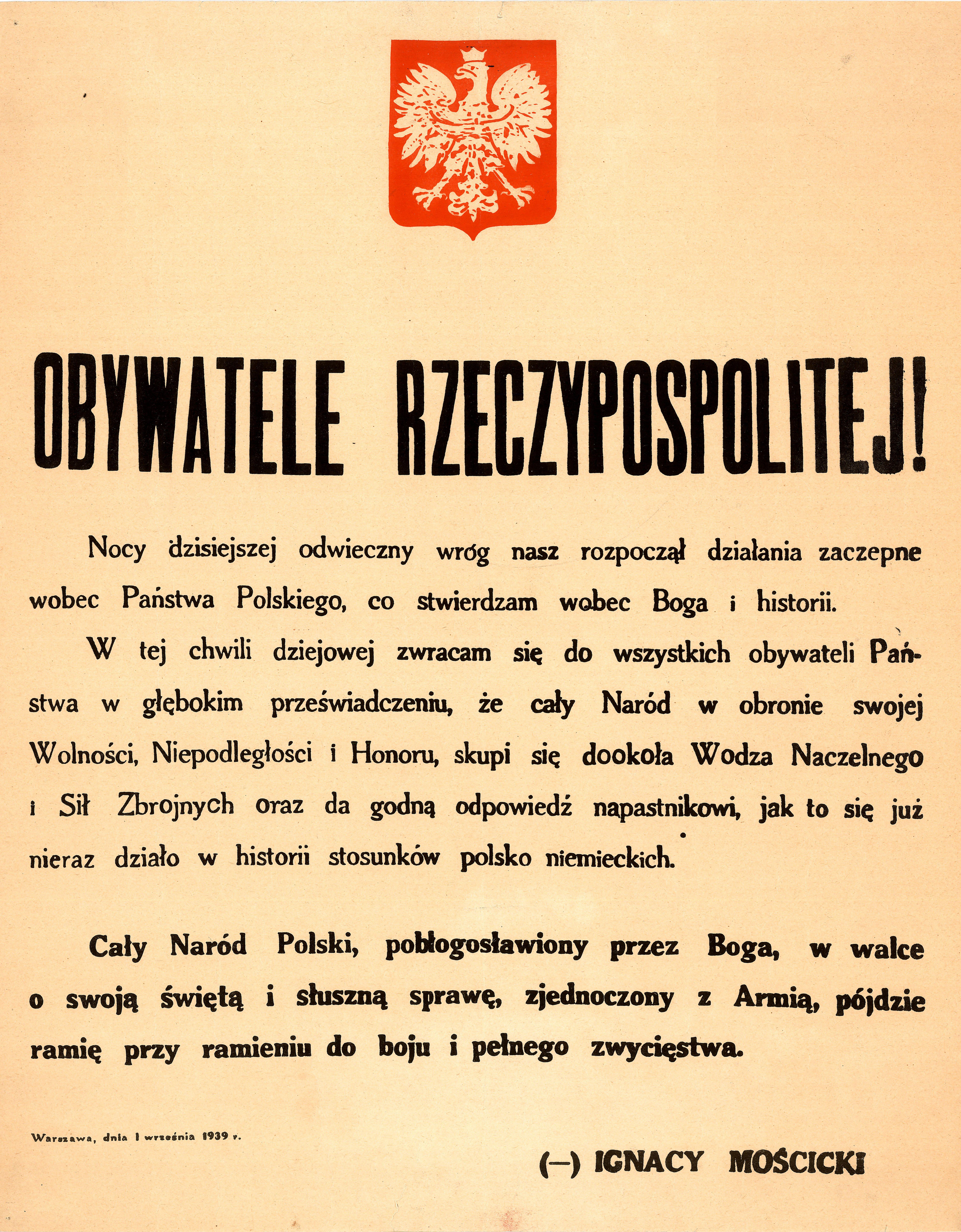
Orędzie Prezydenta Mościckiego z 1 września 1939

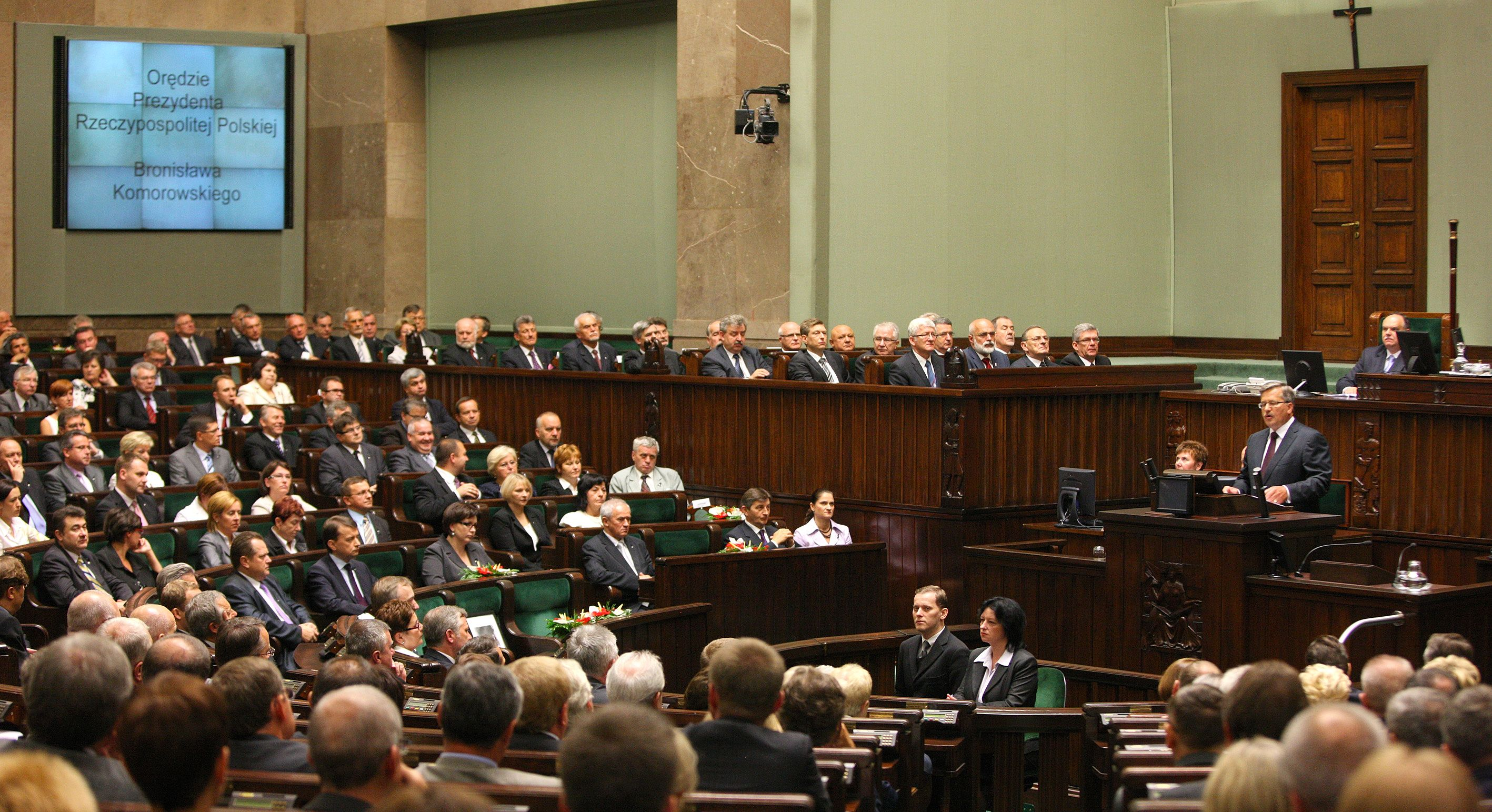
Prezydent Bronisław Komorowski wygłaszający orędzie przed Zgromadzeniem Narodowym, 6 sierpnia 2010

Orędzie (inaczej apel, odezwa, posłanie) – uroczyste przemówienie ważnej osoby w państwie skierowane do ogółu. Zwykle dotyczy bieżącej sytuacji politycznej w kraju, może dotyczyć także kwestii społecznych oraz gospodarczych. Często orędzia pojawiają się przed i po wyborach, a także w trakcie uroczystych wizyt polityków.
Orędzia mogą wygłaszać również osoby duchowne (np. papież lub biskupi), są też orędzia maryjne (np. orędzia fatimskie), wzywające do nawrócenia.
Szczególnym rodzajem orędzia są przemówienia wygłaszane okolicznościowo, np. z okazji Nowego Roku lub Świąt Narodowych. Prymas Polski co roku wygłasza orędzie z okazji Bożego Narodzenia i Wielkanocy.
Obecnie w Polsce orędzia wygłaszane są często w telewizji publicznej w programie pierwszym po wydaniu 19.30 około godziny 20.00, a także o tej samej porze w radiofonii publicznej, także w programie pierwszym.